# Allukrainisches Zentrales Exekutivkomitee
Das Allukrainische Zentrale Exekutivkomitee (ukrainisch Всеукраїнський Центральний Виконавчий Комітет) war das höchste legislative, administrative und exekutive Kontrollgremium der Ukrainischen SSR zwischen den Sowjetkongressen von 1917 bis 1938.

## Geschichte
Das Zentrale Exekutivkomitee der Sowjets der Ukraine wurde am 11./12. Dezember (24. Dezember 1917greg./25. Dezember 1917greg.) auf dem ersten Kongress der Delegierten der Bauern-, Arbeiter- und Soldatensowjets in Charkiw gegründet. Es bestand aus 41 Mitgliedern, von denen 35 Bolschewiki und 5 linke Sozialrevolutionäre waren. Es bildete eine Gegenregierung zur Zentralna Rada der bürgerlichen Ukrainischen Volksrepublik und proklamierte die Ukrainische Volksrepublik der Sowjets.
Nach der Besetzung Charkiws durch deutsche und österreichische Truppen musste es am 18. April 1918 seine Tätigkeit einstellen.
Am 10. März 1919 wurde es als Allukrainisches Zentrales Exekutivkomitee der Sowjets neu gegründet. Es verabschiedete kurz danach die erste Verfassung der Ukrainischen Sozialistischen Sowjetrepublik.
1938 gab es seine Funktion an die Werchowna Rada ab.

## Vorsitzende
| Vorsitzende | Vorsitzende | Vorsitzende                   | Vorsitzende                   | Vorsitzende | Vorsitzende                                                                      | Vorsitzende                                    | Vorsitzende       | Vorsitzende    |
| #           | Bild        | Name                          | kyrillische Schreibweise      | Lebensdaten | Amtsbezeichnung                                                                  | Partei                                         | Amtsantritt       | Amtsende       |
| ----------- | ----------- | ----------------------------- | ----------------------------- | ----------- | -------------------------------------------------------------------------------- | ---------------------------------------------- | ----------------- | -------------- |
| 1           |             | Juchym Medwedjew              | Юхим Григорович Медведєв      | 1886–1938   | Vorsitzender des Präsidiums des Zentralen Exekutivkomitees des Rates der Ukraine | Ukrainische Sozialdemokratische Arbeiterpartei | 24. Dezember 1917 | 18. März 1918  |
| 2           |             | Wolodymyr Satonskyj           | Володи́мир Петро́вич Зато́нський | 1888–1938   | Vorsitzender des Präsidiums des Zentralen Exekutivkomitees des Rates der Ukraine | Bolschewiki                                    | 25. März 1918     | 18. April 1918 |
| 3           |             | Grigori Iwanowitsch Petrowski | Григорий Иванович Петровский  | 1878–1958   | Vorsitzender des Allukrainischen Zentralen Exekutivkomitees                      | Bolschewiki, Kommunistische Partei der Ukraine | 14. März 1919     | 27. Juli 1938  |